# Antonio Bevilacqua

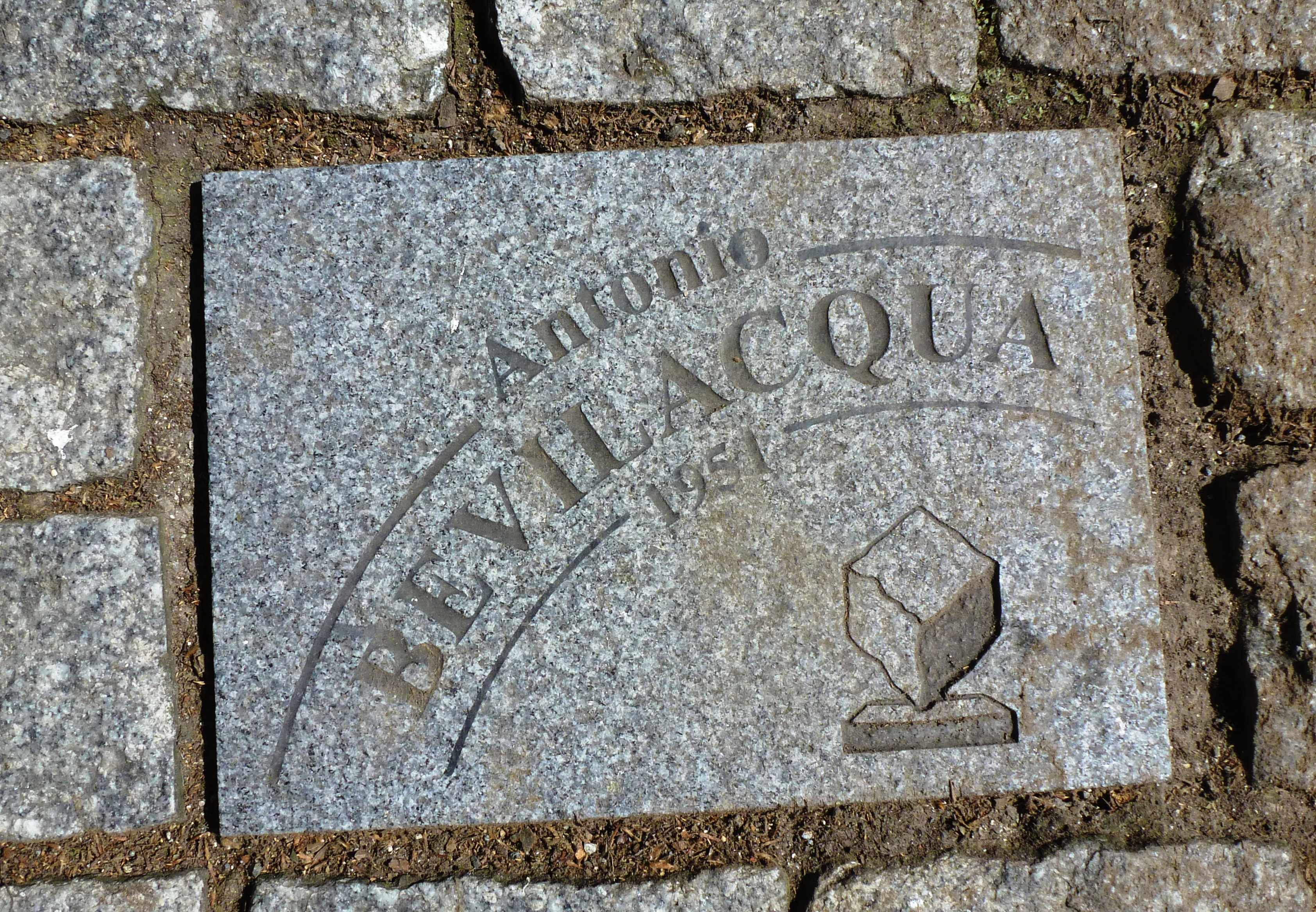
Bevilacquas sten på Allée Charles Crupelandt i Roubaix.

Antonio Bevilacqua, född den 22 oktober 1918 i Santa Maria di Sala, död den 29 mars 1972 i Mestre, var en italiensk tävlingscyklist som hade framgångar på både landsväg och bana. Bland landsvägsmeriterna märks främst segern i Paris–Roubaix 1951 (där han bröt sig loss ur en tiomannagrupp, i vilken Louison Bobet och Rik Van Steenbergen var med, och körde ensam hem till mål 1:32 före de båda nämnda), elva etappvinster i Giro d'Italia under karriären och den italienska mästartiteln 1950, medan han på bana blev dubbel världsmästare i individuellt förföljelselopp (1950 och 1951, plus två silver och två brons) och fyrfaldig italisensk mästare i samma disciplin.
"Toni" Bevilacqua avled till följd av en olycka när han var ute och tränade med två av sina adepter.

## Meriter – landsväg
| 1938 5:a i Giro dell'Emilia 1939 9:a totalt i Milano–München 1941 3:a i Gorizia-Ljubjana-Trieste-Gorizia 7:a i Coppa Bernocchi 10:a i Giro di Toscana 1942 2:a i Milano–Sanremo 2:a i Giro di Campania 7:a i Giro di Lombardia 1946 Vinnare av etapperna 2 och 4a (ITT) i Giro d'Italia 3:a i Giro del Piemonte 3:a i Milano–Mantova 10:a i Giro dell'Emilia 1947 Vinnare av etapp 13 i Giro d'Italia 4:a i Giro del Veneto 5:a i Gran Premio Sodolin 1948 Vinnare av etapp 7 i Giro d'Italia 2:a i Giro del Veneto 3:a i Milano–Modena 3:a i Tre Valli Varesine | 1949 Vinnare av etapp 18 (ITT) i Giro d'Italia 2:a i Trofeo Baracchi (ITT) med Guido de Santi 10:a i Coppa Bernocchi 1950 Italiensk mästare i linjelopp Vinnare av Tre Valli Varesine Vinnare av Trofeo Baracchi (ITT) med Fiorenzo Magni Vinnare av etapperna 4 och 12 i Giro d'Italia 2:a i Giro di Lombardia 1951 Vinnare av Paris–Roubaix Vinnare av Giro del Veneto Vinnare av etapperna 2 och 20 i Giro d'Italia 3:a i linjelopp vid Världsmästerskapen 3:a i linjelopp vid Italienska mästerskapen 3:a i Giro di Romagna 7:a i Tre Valli Varesine 1952 Vinnare av Milano–Vignola Vinnare av etapperna 3 och 20 i Giro d'Italia 9:a i Trofeo Baracchi (ITT) med Pasquale Fornara 1953 Vinnare av Coppa Bernocchi 8:a i Giro del Piemonte |

## Meriter – bana
| 1943 Italiensk mästare i individuellt förföljelselopp 1947 2:a i individuellt förföljelselopp vid Världsmästerskapen 1948 3:a i individuellt förföljelselopp vid Världsmästerskapen 1949 Italiensk mästare i individuellt förföljelselopp 1950 Världsmästare i individuellt förföljelselopp Italiensk mästare i individuellt förföljelselopp 2:a i New Yorks sexdagars med Alvaro Giorgetti | 1951 Världsmästare i individuellt förföljelselopp Italiensk mästare i individuellt förföljelselopp 1952 2:a i individuellt förföljelselopp vid Världsmästerskapen 1953 3:a i individuellt förföljelselopp vid Världsmästerskapen |